# Batalla de Tinzawatène
El 8 de febrero de 2012, rebeldes del Movimiento de Liberación Nacional de Azawad, un movimiento separatista, atacaron un puesto militar en Tinzawatène, situado en la frontera con Argelia. La batalla condujo a la captura de la ciudad por las fuerzas rebeldes del Movimiento Nacional para la Liberación del Azawad. Al día siguiente se publicó una declaración del gobierno de Malí declarando una «retirada estratégica» de su base en Tinzawatène. Un soldado maliense murió. Diez fueron capturados, mientras que 37 desertaron y fueron extraditados por las autoridades argelinas.

## Batalla
El 7 de febrero de 2012, la ciudad de Tinzawatène fue atacada por los rebeldes. Las fuerzas malienses lograron repeler el ataque inicial tras varias horas de combate, pero la ciudad fue capturada por los rebeldes al día siguiente. Según el portavoz del MNLA, Hama Ag Sid'Ahmed, los separatistas tomaron el control de dos campamentos militares en la ciudad y se apoderaron de varios vehículos militares. El ejército maliense retiró la guarnición a Argelia, pero negó la derrota al referirse a la medida como una «retirada estratégica». El 20 de marzo, el grupo fundamentalista islámico Ansar Dine también afirmó tener el control de Tinzawatène.

## Secuelas
Según el informe difundido por el MNLA, más de 34 soldados malienses huyeron a Argelia, 5 resultaron heridos y 10 fueron hechos prisioneros (entre ellos un oficial), contra un solo soldado herido de su bando. Los separatistas también afirmaron haber capturado varios vehículos. El portavoz Hama Ag Sid'Ahmed, sin embargo, menciona tanto muertos como heridos en las filas del MNLA. Según una fuente oficial maliense anónima, no hubo enfrentamientos ni pérdidas de vidas, ya que el ejército decidió abandonar las posiciones aisladas por razones tácticas. Sin embargo, según Reuters, el gobierno maliense indica en un comunicado del 8 de febrero que un soldado murió y otros dos resultaron heridos.